# Ramesse XI.
Ramesse XI. Menmaatre byl posledním faraonem 20. dynastie, pro jehož období, nejspíše do 20. roku jeho vlády, lze Egypt charakterizovat jako jednotný stát. Jeho vláda trvala v letech 1106–1077 př. n. l., tedy zhruba 29 let. Ke konci jeho vlády až do jeho smrti docházelo k diferenciaci mocenských poměrů mezi Horním a Dolním Egyptem. Zpočátku vládl z města Pi-Ramesse v deltě Nilu. V Horním Egyptě dlouhodobě přebírali moc a vliv na celý Horní Egypt Amonovi veleknězové v Thébách. Pomyslná dělicí linie vlivu byla poblíž města Heracleopolis, případně města El-Hiba jižně od oázy Fajjúm. Teokracie v Thébách ovládala jih až po Asuán. Toto období je označováno jako Třetí přechodná doba, která přetrvávala více než 350 let.

## Vláda

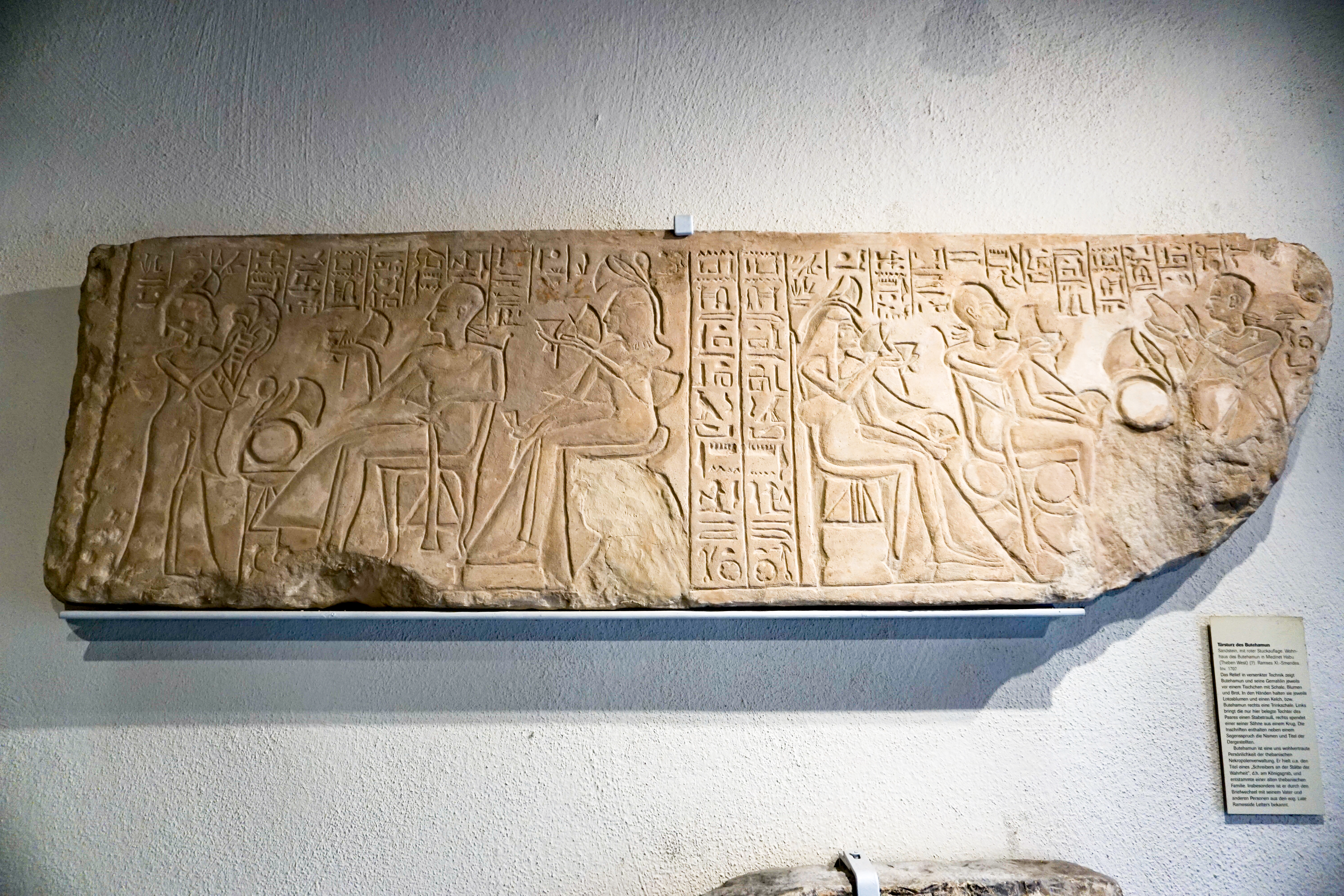
Rodinná scéna, Ramesse XI, Medínit Habu

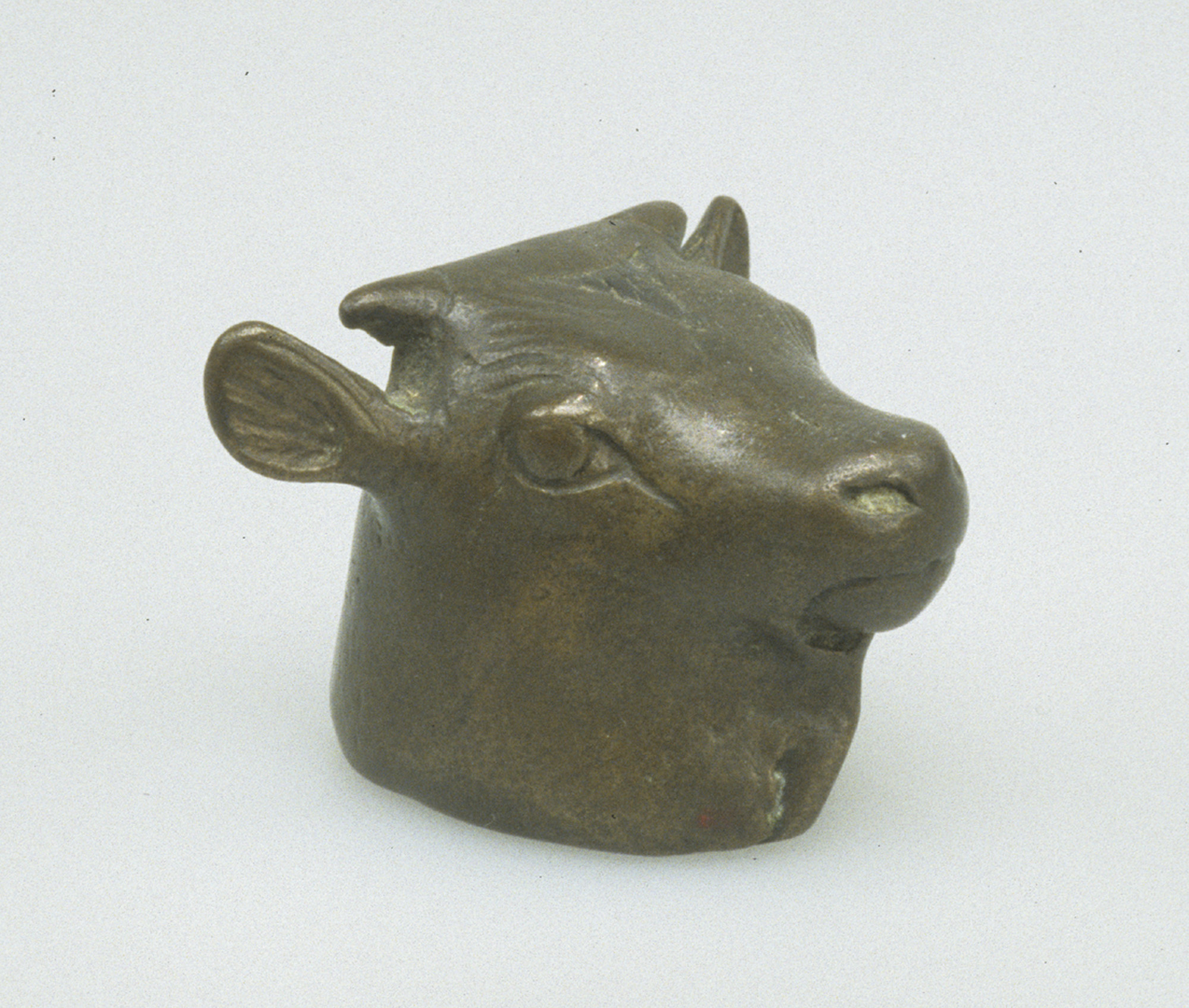
Platidlo „deben“ ve tvaru býčí hlavy, hodnota 2 debeny, hmotnost 181,4g, měď-bronz

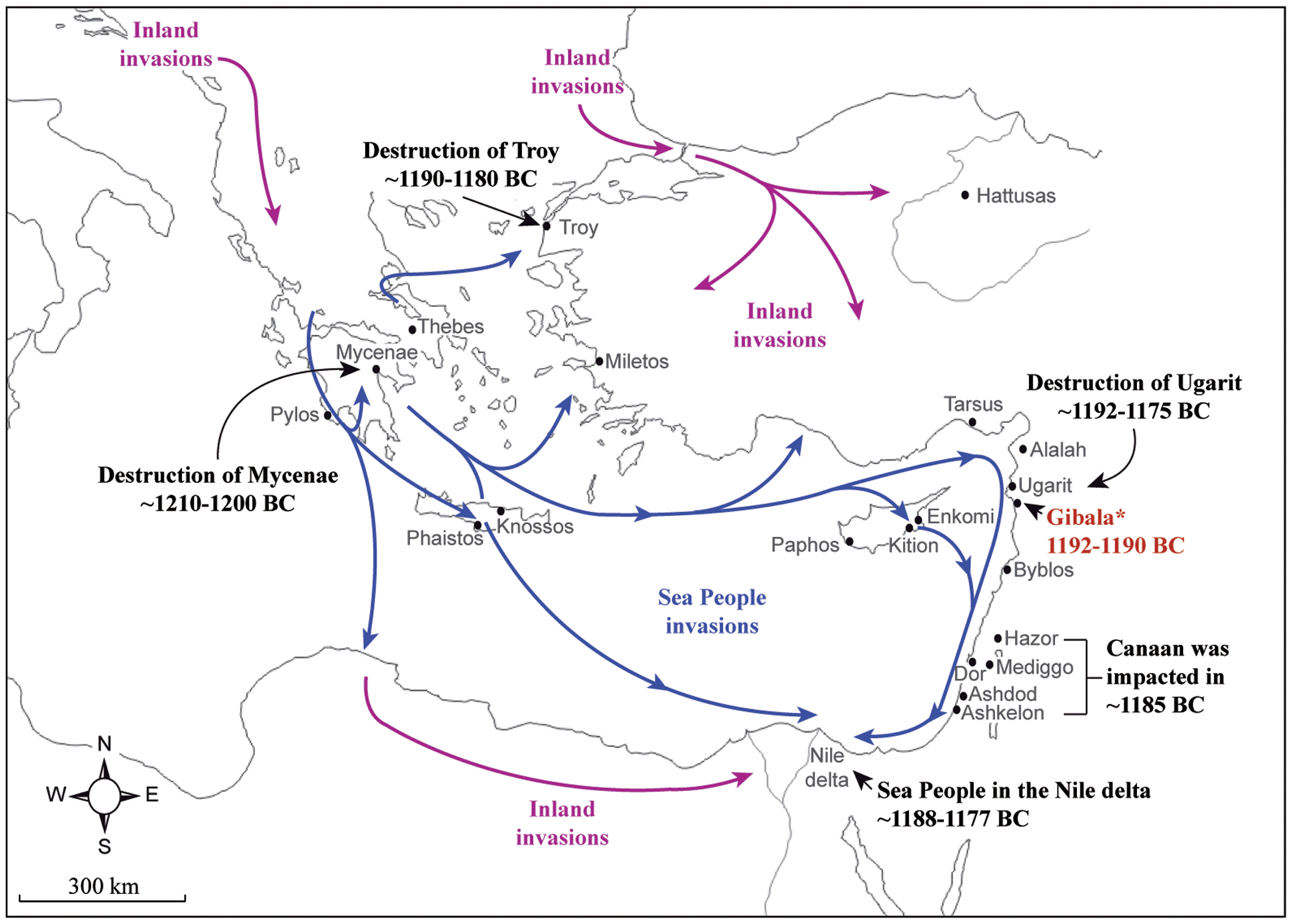
Invaze Mořských národů ke konci bronzové éry

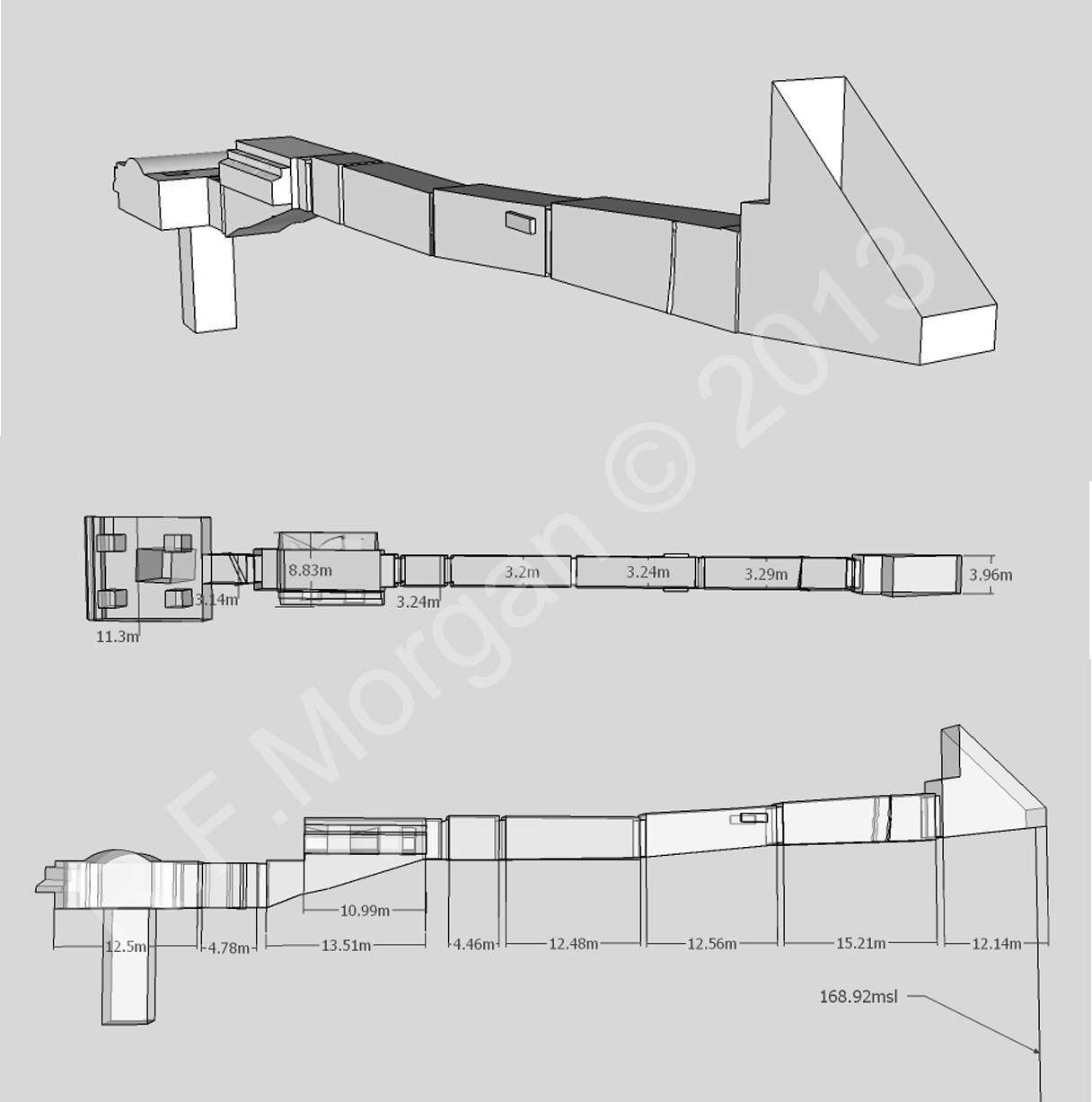
Izometrické schéma hrobky KV4

Ramesse XI. zdědil po svých předchůdcích oslabenou vládu s rozkladem tradičních hodnot. Značný podíl na tom měli synové Ramesse III. (IV.Hekamaatre`sete`amun, V. Vesermaatre Sechepenre a VI. Nebmaatre-Meryamun), kteří mezi sebou soustavně soupeřili, obklopovali se svými příznivci ze správních struktur a usurpovali si moc. Zprávy o dlouhé vládě Ramesse XI. jsou značně kusé. Několik záznamů je v hrobce KV4, kterou si však pozdější vládci přisvojili a výzdobu přeznačili. Takže nejvíce historických událostí z doby Ramesse XI. se čerpá ze zlomků nalezených papyrů. Asi do 8. roku vlády bylo sídelním městem Pi-Ramesse.

### Papyrus Wenamon
V 5. roce vlády Ramesse XI. vyslal velekněz Hrihor v Thébách Amonova kněze v Karnaku Wenamona do Libanonu, aby získal a zpět dovezl cedrové kmeny ke stavbě nové sluneční bárky pro Amona. Po cestě byl okraden o 31 debenů stříbra a 5 debenů zlata a jeho mise byla ohrožena. Místní vládce v Byblosu mu bez zaplacení cedrové kmeny odmítl dát. Wenamon musel vyslat posly zpět do Džanetu pro potřebné prostředky na zaplacení. Jeho cesta pro cedrové dřevo se pak protáhla na více než osm měsíců. V papyru se celá událost popisuje dosti podrobně a v historickém kontextu dokumentuje oslabení vlivu v oblasti, která byla dříve v přímé mocenské závislosti na Egyptu a těžba zdrojů se realizovala bez nutnosti platit za ně drahými kovy. Cestopisnou zprávu o cestě Wenamon předal do Théb veleknězi Hrihorovi.

### Papyrus Pinehesy
V 9. roce vlády Ramesse XI. vicekrál Núbie Pinehesy odvolal z funkce Amonova velekněze v Thébách Amenhotepa (syna velekněze Hrihora?). Tento počin zavdal roztržku s vládnoucí dynastií s tím, „že byla zahájena válka proti veleknězům“. Pinehesy byl v Thébách označen za „nepřítele“, i když k odvolání Amenhotepa obdržel pověření od faraona. Odezvou bylo vyvolání válečného tažení velekněze Piancha do Núbie a napadení vicekrále Pinehesyho. Pinehesy s nubijskými jednotkami měl v Thebách potlačit vzpouru přívrženců velekněze Amenhotepa, což vedlo k občanské válce se severem. Nakonec v 19. roce vlády Ramesse XI. Pianch ovládl Théby a ustavil teokratický stát v Horním Egyptu. V 25. roce vlády Ramesse XI., generál Nesbanebdžed ovládl Dolní Egypt a po smrti faraona se ujal trůnu. Sídelní město Pi-Ramesee opustil, přesídlil do města Džanet a stal se zakladatelem 21. dynastie.

### Papyrus Mayer
Již za předchozích vlád, zejména Ramesse X., se rozmohlo vykrádání hrobek, a to často i původními strážci z Údolí králů. Papyrus obsahuje záznam o výslechu zadržených zlodějů, kteří vyloupili hrobky Ramesse II. a Sethiho I. V 6. roce vlády Ramesse XI. velekněz Hrihor poslal služebníky, aby mumie králů opět vložili do sarkofágů. Ti pak zanechali na nich zápis:
| „               | Rok 6, druhý měsíc první sezóny, den 7, den kdy vezír, velekněz Amon-Re král bohů, Hrihor poslal inspektora Hirmamonpene a důstojníka Perepewyot obnovit pohřeb krále Menmare, ať dlouho žije, syna Re, Seti I Mereneptah | “ |
| — Brestead §593 | |   |

### Papyrus Abbott
Obdobně jak u předchozího papyru obsahuje torzovité zápisy o rabování v hrobkách v Údolí králů, stíhání zlodějů a jejich výpovědi před soudem. Papyrus, objevený v Káhiře v roce 1857, je uložen v Britském Muzeu a jeho první překlad byl publikován již v 1860. Vykrádání hrobek zřejmě inspirovalo kněze v Thébách k přestěhování sarkofágů s mumiemi králů do úkrytu v hrobce Amenhotepa II. (hrobka KV35), kde je 1898 objevil a část z nich identifikoval francouzský egyptolog Victor Loret (1859–1946). Další skrýše byla odhalena v hrobce KV320 v Dér el-Bahrí.

## Hrobka
Ramesse XI. zemřel ve 29./30. roce vlády a měl být pohřben v hrobce KV4. Hrobka byla oproti původnímu plánu zmenšena, i když její výstavba byla dokončena. Chodby byly zkráceny, dlouhá rampa vedla z první sloupové haly přímo do pohřební komory. Jeho skutečný hrob v deltě Nilu či přímo v Pi-Ramesse se nenašel, stejně tak se nezachovala jeho mumie. Jeho hrobka KV4 byla poslední, která se v Údolí králů vybudovala.

## Konec 20. dynastie
Rozklad vládnoucích struktur za vlády vládců 20. dynastie a ztráta vlivu, zejména v severním Dolním Egyptu, byly důsledkem širšího kontextu vývoje států v oblasti Středozemního moře, „Mořských národů“ a trvalou invazí pouštních libyjských kmenů do úrodné delty Nilu. Dominance mocenského a ekonomického vlivu v teokratické vrstvě Amonových kněží v Thébách spolu s ovládaným územím Núbie a slábnoucí vliv panovnické dynastie v Pi-Ramesse byly bezprostřední příčinou rozpadu územní celistvosti Egyptu na konci pozdní bronzové doby. Uvádí se také možný vliv klimatických změn v důsledku enormní vulkanické činnosti sopky Hekla v době kolem vlády Ramesse VI., kdy množství vyvrženého prachu na delší dobu ovlivnilo počasí v středomořské oblasti s dopadem na zemědělství. V záznamech z té doby jsou zmiňovány hladomory a vzpoury, včetně hladových stávek dělníků na stavbách.